# ジオン公国の艦船およびその他の兵器
- 機動戦士ガンダム > ジオン公国の艦船およびその他の兵器
- ジオン公国 > ジオン公国の艦船およびその他の兵器

ジオン公国の艦船およびその他の兵器では、アニメ『機動戦士ガンダム』を初めとする「宇宙世紀」作品に登場する、ジオン公国軍に所属する架空の戦艦やその他の兵器について解説する。

## 宇宙艦

### ヴァルキリー級装甲空母
メカニックデザイン企画『MSV』に文字設定のみ登場する宇宙空母。
『MSV』では「バルキリータイプの空母」と呼称されており、艦種が「装甲空母」とされたのはWeb企画『MS開発秘録』から。専用の供給設備を搭載し、高機動型ザクII（R-1型）の運用母艦として用いられた。

### ガガウル級駆逐艦
メカニックデザイン企画『MSV-R』に登場する簡易MS運用駆逐艦。
ドロス級やザンジバル級が就役していなかった一年戦争前において、MSを搭載可能な艦艇を増加させるべく改造によって既存の駆逐艦にMS運用能力を付与した艦。もとが駆逐艦であるため、高い機動性能を発揮できる。巡洋艦以上の大型艦とは異なり格納庫は持たず、両舷側に設けられたドッキング・ベイを用いてMSを露天繋止する方式を取っている。そのため、MSの整備や補給が不可能、チューブを用いた乗降システムがパイロットに不評であるなど、活躍こそしているものの問題点も多い。また、ドッキング・ベイが対応しているのは本級の開発当初に存在したザクIとザクIIのみで、それ以後に開発された機体は運用することができない。
当初の計画では78隻の駆逐艦がガガウル級へ改修される予定であり、宇宙世紀0078年末の時点ではうち65隻の改修が完了している。一年戦争では緒戦で活躍したのちに、0079年3月頃には後継艦の就役などを受け、多くの本級がMS運用を取りやめて通常の駆逐艦に再転用されている。また、一部の艦はザク強行偵察型を搭載し、激戦地での強行偵察任務に従事している。
作中での活躍
漫画『機動戦士ガンダム MSV-R 宇宙世紀英雄伝説 虹霓のシン・マツナガ』では、ソロモンのドズル・ザビ親衛隊（マツナガ小隊）の母艦として宇宙世紀0079年9月頃に運用されている。またソロモンで輸送任務に従事する、レオニー・ベルナール少尉を艦長とする同型艦「ペルル・ノワール (PERLE NOIR)」も登場。塗装は黒を基調とする（側面の四角いスラスターらしきものは黄色）。ドズル・ザビ中将の密命によるデギン・ザビ公王へのソロモン増援要請任務に徴用され、シン・マツナガ大尉らを乗せサイド3に向かうが、「キマイラ」隊により拿捕され目的地でもあるサイド3に護送される。運良く脱出に成功し、12月27日にデギンの直命による、ゼナおよびミネバ・ザビをアクシズへ送り届ける任務にグワジンの随伴艦として参加するが、フルアーマー・ガンナーガンダムの砲撃を受け轟沈。乗員のウエストは直撃により死亡するが、艦長は修理のため艦外に出ており無事であった。

### キング・オブ・ドラゴン
メカニックデザイン企画『MSV90』に登場する超大型空中戦艦。
地球を制圧したジオン公国軍が旗艦として設計した艦。ジオン公国の象徴でもあるドラゴンを模したデザインとなっており、艦首の形状や650mの翼長をもつウイングなどでそれがうかがえる。ミノフスキー・クラフトの搭載により大気圏内での飛行が可能であるが、着陸の際は海上を利用するため艦艇は舟形状になっている。また、着水時には空気抵抗を抑えるためウイングを艦首方向に折り畳み、甲板上部装甲も閉じた形状に変形する。
同型艦
カイザー・オブ・ドラゴン
漫画『機動戦士ガンダム カタナ』に登場。シン・フェデラルが建造したキング・オブ・ドラゴン級超大型戦艦。ドラゴン風の戦闘形態に変形可能で、クローや口部にはビーム砲が内蔵されている。また、同組織が開発した強化人間「ロストナンバーズ」の製造工場としての機能も有していた。イットウ・ツルギ中佐の搭乗するフルアーマー・ストライカー・カスタムによって撃墜された。

### グワジン
ザビ家の者またはその信頼を得た者に与えられた、大型戦艦。

### ザンジバル
リフティングボディをもつ、大気圏内外で運用可能な機動巡洋艦。

### ズワール型高速巡洋艦
メカニックデザイン企画『F.M.S.』（福地モビルスーツステーション）に登場する高速巡洋艦。
艦体後部にはブースターを装着することが可能。作中には次世代MSの戦闘試験などに用いられている同型艦「ガールアウス」が登場し、一年戦争末期に技術団や開発中のガルバルディαなどを搭載してアクシズへと脱出している。

### ソドン
『機動戦士Gundam GQuuuuuuX』に登場するジオン公国軍唯一の強襲揚陸艦であり、「ペガサス(LMSD-70)」とは同一艦である。
詳細は、「ジオン公国軍強襲揚陸艦ソドン」を参照。

### チベ
『機動戦士ガンダム』に登場する宇宙重巡洋艦。「チベ級」とクラス名になったのは『モビルスーツバリエーション』の文字設定から。
メガ粒子砲が開発されるより前から存在した化学燃料とプラズマロケット併用推進艦で、当時は実体弾を発射する3連装砲を装備していた。後にその火力と厚い装甲が評価され、一年戦争前に近代化改装を受け、突撃艇格納庫を転用してモビルスーツ (MS) 搭載能力も追加される。MS発進口は艦首にあり、艦内には短いながらMSカタパルトも装備されている（テレビ版第37話）。ムサイ級と比較すると火力とMS搭載能力に優れ、防御力や機動性にも富むため、量産の利かないグワジン級を補完する主力艦として、あるいは小艦隊の旗艦として用いられることが多かった。
設定解説
デザインは富野喜幸監督のラフをもとに大河原邦男がクリーンアップした。テレビ放映時には詳細な設定は存在していないが、雑誌『アニメック』誌上で「ムサイよりも後に登場したので新型艦とも思われるが、主砲が古臭く、また砲配置の未整理からムサイよりも旧式ではなかろうか」と考察され、それを受けムック『ガンダムセンチュリー』で「パプア級と同時期からある旧型戦艦に、熱核反応炉とメガ粒子砲を搭載し近代化した重巡洋艦」という設定が作られた。
ジオン系艦艇には珍しく対空火力が高く、また宇宙世紀の宇宙艦艇では本級だけが3連装の主砲を設定されている。OVA『機動戦士ガンダム MS IGLOO』では、3連装メガ粒子砲が機関部底面に1基追加されている。MS搭載数は8、9、12、18機説があるが資料によって違い、曖昧なままとなっている。
艦体色は赤だが、一部にはバロムが運用した艦など緑のものも存在。
劇中での活躍
テレビ版第33話で登場。コンスコン艦隊の旗艦として、サイド6宙域でホワイトベースと戦った。その時の搭載機はリック・ドム。また、マ・クベ（実際の指揮はデラミン）が運用したこともあった。テレビ版第37話、ホワイトベース艦橋内の会話で「チベ」の名称が初めて出てくる。第38話では、バロム司令が乗艦する濃緑色の本級がワッケイン大佐の指揮するマゼラン級戦艦レナウンと単艦同士交戦。撃ち負けて撃沈されている。この時、レナウンのオペレーターが「ジオンの高速重巡」と報告した。これらサイド6戦やテキサスコロニー戦の他、ソロモンやア・バオア・クーでも多数のチベ級が参加している。
小説版『機動戦士ガンダムUC』では、一年戦争時に運用された艦が宇宙世紀0096年にジオン共和国で練習艦として就役しており、第45演習艦隊に2隻が配備されている。「チベ級」とされるものの、カトキハジメによってリファインされた外観はチベ改に酷似している。全長235.0メートル、全幅113.2メートルで、艦体色はグレー。
OVA『機動戦士ガンダム0083 STARDUST MEMORY』Blu-ray Box収録のピクチャードラマ「宇宙の蜉蝣2」では、アサクラ大佐が座乗するチベ級が登場するが、こちらも外観はチベ改に近い（後述の『機動戦士ガンダム THE ORIGIN』版を踏襲）。艦体色は朱色。
同型艦
バルバロッサ
ゲーム『GUNDAM TACTICS MOBILITY FLEET0079』に登場。宇宙攻撃軍ゲルド艦隊の旗艦で、宇宙世紀0079年10月12日のルナツー攻撃作戦の先陣を切る。高機動型ザクII2機とザクII3機を搭載。
チェーホフ (Chekhov)
漫画『ゼロの旧ザク』に登場。宇宙攻撃軍所属。ソロモンからの撤退戦で艦長戦死、大損害を受けつつも、ア・バオア・クーへ到着。しかし、入港中に連邦軍の攻撃を受け、艦橋他、艦全体に被弾して機能喪失。ドック内で降伏した。艦長戦死後の指揮官代行は、アンジェリーナ少尉。
グルトップ
アニメーション映画『機動戦士ガンダムNT』に登場。ゾルタン・アッカネンの部隊の母艦。ベース艦と比べてエンジンノズルが増設されたほか、艦隊下部にカタパルトが設けられている。加えて艦底部に超大型MA IIネオ・ジオング（ハルユニット）を収容したフレーム・ケージが剥き出し状態で接合されている。
ゾルタン部隊の母艦として各地を転戦するが、最後は新サイド6のヘリウム3備蓄基地において、ヘリウム3タンクのガス爆発に巻き込まれ、轟沈する。
小説『機動戦士ガンダムUC』にも同名艦が登場しているが、同作ではムサイ改級とされていた。

#### チベ級ティベ型
OVA『機動戦士ガンダム0080 ポケットの中の戦争』に登場。当初の設定では「ティベ級」とされる。デザインは出渕裕。
チベ級をもとに大幅な改造がおこなわれた艦とも、設計から見直された艦ともいわれる。対空砲は収納式になり、ミサイル発射管は4門に減ぜられているが、主砲のメガ粒子砲は出力が高められている（武装は主砲2基のみとする資料もある）。推進器の熱核ロケット・エンジンも推力が大幅に向上している。また、チベ級の問題点であったMSの運用能力についても改善されており、MSデッキを拡張し、艦首にカタパルトが設置されている。しかし、終戦のため数隻の建造に留まっている。
同型艦
グラーフ・ツェッペリン (Graf Zeppelin)
『ポケットの中の戦争』に登場。艦長はフォン・ヘルシング大佐。ムサイ級最終生産型の「ジークフリート」と「ヴァルキューレ」を従え、艦隊を編成する。「ルビコン作戦」の陽動のため、ゲルググJやザクII改をサイド6コロニー「リボー」に進入させる。その後計画は失敗に終わり、キリング中佐の命により核ミサイルを搭載しグラナダを出港、リボーに向かうが、連邦軍第3艦隊第14戦隊のサラミス級2隻に発見され交戦。艦長の判断により投降している。
ティカル
漫画『機動戦士ガンダム MSV-R ジョニー・ライデンの帰還』に登場。新生ネオ・ジオン所属で、アクト・ザク3機を搭載。宇宙世紀0090年にエンドラ級巡洋艦「ミランドラ」とともにザンジバル改級機動巡洋艦「キマイラ」と交戦、砲撃を受けMS隊によりブリッジが破壊されるが、轟沈せずサイド1コロニー「スウィートウォーター」に帰還する。
プリンツ・オイゲン (Prinz Eugen)
アーケードゲーム『機動戦士SDガンダム サイコサラマンダーの脅威』のステージ4に登場。ネオ・ジオン所属。後部の黄色いラインはなく赤一色だが、艦首前面にジオン公国章、側面に"PRINZ EUGEN"とそれぞれ黄色で書かれている。

#### チベ改
CHIBE MODIFIED / CHIVVAY REMODELED
『機動戦士Ζガンダム』に登場。
一年戦争終結後の近代化改修型で、ジオン共和国軍により主力艦として周辺警備などに運用される。大幅な改修により、原型艦と比べてスマートな印象をもつ外観となっている。艦首MS発進口前方にカタパルト・デッキが増設され、武装はミサイル発射管が8門（6門とする資料も多い）、対空砲が単装機銃14基と減少しているが、艦体中央上面と後部側面にメガ・ビーム砲が計4門増設されている。MSの搭載数は8機と原型艦から変わっていない。艦体色はワイン・レッド。
グリプス戦役時には一時共和国軍がティターンズの指揮下に入ったため、ムサイ改級などとともにアポロ作戦（艦載機はハイザック）などに参加している。また第45話にも、ティターンズ側の艦として登場（所属は不明）。ゼダンの門を襲撃するエゥーゴのMS隊に対し、1隻がマラサイ1機を発進させている。その後、ドゴス・ギアやサラミス改とともに3隻が、ゼダンの門とアクシズが衝突した宙域から退避している。
同型艦
ガルム
『RPGマガジン』1999年1月号掲載のテーブルトークRPG「Ζの鼓動」のリプレイ小説パートに登場。アクシズのモウサ駐留艦隊所属で、コロニー・レーザー防衛戦に参加。ガザCを数機搭載し、パイロットの一人はライアット・エルマー少尉。

#### チベ（THE ORIGIN版）
漫画・OVA『機動戦士ガンダム THE ORIGIN』に登場。
輸送艦を改造したムサイ級に対し、最初から軍艦として新規設計された新造戦艦という設定になった。火力・推進力ともにホワイトベースに勝り、MSも8機ほど搭載できる高性能艦となっている。
漫画版・OVA版ともに、外観はチベ改に近い。
同型艦
レッドバイカウント (Red Viscount)
コンスコン艦隊の旗艦。ルウム戦役にも参加している。サイド6では原作版同様、あっさりとガンダムに撃沈されている。
パープルウィドウ (Purple Widow)
キシリア・ザビの座乗艦。艦体色は紫。レッドバイカウントとは一部装備が異なるとされるが詳細は不明。
原作版でのキシリアの座乗艦はグワジン級戦艦であったが、『THE ORIGIN』ではグワジン級がグレート・デギン1隻のみとされたため、チベ級に変更された。キシリアがア・バオア・クー脱出に使用する艦も、原作版ではザンジバル級機動巡洋艦であったが、『THE ORIGIN』では本艦である。シャア・アズナブルにブリッジを狙撃されたあと、コントロールを失って上空に待機していたドロスに激突する。

### ドロス
『機動戦士ガンダム』に登場する、MS・MAの補給・整備を行うこともできる超大型の宇宙空母。「ドロス級」とクラス名になったのは『モビルスーツバリエーション』の文字設定から。
テレビ版第39話に登場し、ギレン・ザビとシャリア・ブルの会話で名称が明らかになる。戦闘艦としては機動力が低く、基本的には移動可能な要塞として運用された。一年戦争における最大級の艦艇だが、テレビ版第39話では月面都市グラナダに垂直着陸していた。要塞並みの対艦火力を有する一方、対空火力は搭載MSに委ねる水準であった。艦橋は細長いアームにより前面に突き出した形で存在している。艦体色はTV版がブルーグレイ、劇場版がオリーブグリーン。エンジン部の赤い塗装の配置も異なる。
TV版第42話では宇宙要塞ア・バオア・クーのNフィールドに配備され、地球連邦軍の星一号作戦（ア・バオア・クー攻略作戦）を迎え撃つ。ギレンは本級を直接指揮下に置き、要塞防衛の要として期待していた。戦闘開始直後はギレンの命令でMS隊の投入を見合わせ、ガトル戦爆を多数発進させる。グワジン級戦艦2隻と共に善戦するも、連邦軍の集中攻撃により撃沈される。『機動戦士ガンダム MS IGLOO -黙示録0079-』第3話でも、轟沈シーンがCGでリメイクされている。ドロス隊の全滅により、戦局は連邦軍有利に傾いた。
漫画『機動戦士ガンダム THE ORIGIN』では、ムサイやザンジバルといった艦艇を多数収容することが可能な超大型移動要塞として描かれている。艦の両舷に計12門備え付けられている大型のメガ粒子砲は、連邦軍主力艦のマゼラン級戦艦を一撃で粉砕する破壊力を有する。劇中ではキシリアの直接指揮の下、グラナダからア・バオア・クー宙域へと来援。ア・バオア・クーへの到達を阻止せんとするワッケイン少将麾下の連邦軍艦隊に対して、マゼラン級戦艦の射程をも遥かに上回る遠距離から砲撃を行い、連邦軍艦隊に反撃させる間も与えることなく一方的に蹂躙した。しかし、ア・バオア・クー陥落直前にキシリアが乗るチベ級重巡「パープル・ウィドウ」がシャアの砲撃を艦橋に受けて制御不能になり艦艇下部の発着口内部に突入し爆発、それが誘爆した本艦もまた炎に包まれて要塞上部に激突、ア・バオア・クーの壊滅を招いた。
「トミノメモ」では、ルナツーに集結する連邦軍艦隊の進行を阻止すべく、キシリアが率いてきた艦隊の主力艦として登場した。だが連邦艦隊の殲滅は成らず、腹に潜り込んだガンダムとホワイトベースの攻撃により撃沈、キシリアは撤退する。
漫画『機動戦士ガンダム サンダーボルト』では潜水母艦として登場。ユーコンを艦内に複数収納、整備できるサイズになっている。艦内には養蜂施設などもあり、多数のジオン残党が生活している。
同型艦
ドロワ（DOLOWA）
ドロス級の二番艦で、映像作品中では『0083』第1話冒頭、エギーユ・デラーズの台詞中で名前のみ登場するのが初出で、アナベル・ガトーが母艦としていたという言及がされている。
設定では、当初キシリア・ザビ管轄のグラナダに配備される予定だったが、キシリアが潜水艦隊創設のため、それに反対していたドズル・ザビ管轄のソロモンに本艦を譲り渡すことで話をつけた経緯がある。そのため未完成ながらソロモンに配備されるが、連邦軍のチェンバロ作戦（ソロモン攻略戦）の際に残存兵力と共に脱出。ア・バオア・クーではSフィールド防衛に善戦するも撃沈される。
『GUNDAM THE RIDE』にも登場しており、ドロワのビジュアル化はこれが初出である。また、バンダイのプラモデル「MG 量産型ゲルググVer2.0」のパッケージイラストでもドロス級空母が背景に描かれている。後方に小さくアナベル・ガトーのゲルググおよびジオングも描かれている。ドロワは初出作品である『0083』冒頭の台詞で「沈んだ」と言及されているが、ゲームの特典映像として製作されたOVA『機動戦士ガンダム戦記 アバンタイトル』では、この言及に解釈を加え、機関を破壊されて航行不能となり戦艦としての機能を失ったものの、爆発して消滅することは免れたという設定で登場しており、生存した乗員たちが終戦を迎える様子が描写されている。
ミドロ
小説版『機動戦士ガンダム』に宇宙空母として登場。ソロモン艦隊に所属し、ア・バオア・クーを目指す連邦艦隊との間で行われた艦隊戦において撃沈されている。

## 補助艦

### ガブリル
大気圏再突入用シャトル。漫画版『機動戦士ガンダム THE ORIGIN』でマ・クベが南極条約締結のために乗り込んで地球へ降下したときに使用した。OVA『機動戦士ガンダム THE ORIGIN』で名称と詳細な設定画が追加され、大型輸送艦とされた。

### パゾク
PUZOCK
『機動戦士ガンダム』に登場する宇宙輸送船。
パプア級の後継艦として開発された。全長は260m。前部と後部は巨大な箱形船体で、前後の船体下部からキール（竜骨）が斜めに伸び、これを介して艦橋を含む中央船体と接続され、横から見るとV字型のシルエットになっている。前部船体に人員及び食料、後部に兵器と機材を搭載し、後部船体にはサブブリッジと機関部を備える。MSも約60機搭載でき（運用可能数ではなく、あくまで貨物としての搭載数）、そのペイロードはパプアを大きくを上回る。前後の船体舷側にはそれぞれ4つずつ、計16箇所の物資搬入口があり、これによって一度に4隻の艦艇に対して補給することも可能。画面上では未確認だが、パプア級同様、物資搬入口にはコンベアパイプを備えている物と思われる。なお、非公認の漫画等には若干の武装を施した艦も見受けられるが、基本的には非武装で、護衛無しでの前線航行には危険が伴っていた。塗装は薄紫。地球・コロニー間の補給線に使用されていた。
劇中での活躍
テレビ版第34話で初登場。前話で12機のリック・ドムを失ったコンスコン艦隊にMSの補給を行った。TV版第40話ではソーラ・レイ付近で航行していた本級が確認できるほか、キシリア艦隊所属艦が多数登場した。映像で確認できるだけで9隻のパゾク級が空母ドロスと共にア・バオア・クーへ向かい、1隻がキシリア直属艦隊（グワジン級戦艦×1、ザンジバル級機動巡洋艦（シャア指揮艦）×1、ムサイ級軽巡洋艦×3）と共にホワイトベースを含む第13独立部隊を迎え撃った。ア・バオア・クーの戦いでも多数の艦が参加。一年戦争後はデラーズ・フリートの補給艦やMS母艦（パプア級より冷却装置の余剰出力が高く、廃熱量が大きい新型MSの運用が可能であった物と推察される）として、戦力の乏しい同艦隊の一翼を担っていた。

### パプア
『機動戦士ガンダム』に登場する補給艦。
外見は二つの艦体を並べて接続した双胴艦の形式で、ムサイとは逆に（係留時における）下側に艦橋が設置されている。艦首にはザクを放出可能な大型のハッチ、舷側には物資搬入用のコンベアパイプを有し、片舷だけでムサイ1隻分の補給ができる構造となっている。ガデムやドレンの発言によればカタパルトも設置されている（テレビ版第3話）。しかし、武装は連装対空機関砲数基程度に過ぎず、搭載能力はより新しい輸送艦であるパゾク級より低く、一年戦争開戦時点ですでに旧式化していた。
当初は、ただ「旧式な補給艦」というだけで特別な設定は存在しなかったが、ムック『ガンダムセンチュリー』で「プラズマ/化学燃料ロケットを推進機関として併用する旧世代のミサイル宇宙戦艦だったものを、熱核ロケットエンジンに換装し、輸送艦に改装」したものと設定された。これは非公式なものであるが、後年のプラモデルに付属する解説文にも反映されている。同ムックでは、MS冷却装置を搭載していないため、運用可能なMSは廃熱の少ないザクIのみとも設定されていた。『MS IGLOO』の設定資料集も本級については『ガンダムセンチュリー』の設定を踏襲しているが、劇中で本級がミサイル戦艦であったことは言及されていない。
前述の通り老朽艦ということもあり、輸送艦としての任務はパゾク級に取って代わられたものの、戦後もデラーズ・フリートやジオン共和国での運用が確認されている。
劇中での活躍
テレビ版第3話で初登場。ガデム艦長が指揮を執り、シャアのムサイ級軽巡へザクII他の補給物資を搬入している。テレビ版ではホワイトベース隊の奇襲を受け、かろうじてザクIIの受け渡しは成功するも、全ての補給物資を届け終える前に撃沈されている。
『THE ORIGIN』ではTV版を元にしており、補給後に撃沈された。
劇場版では奇襲シーンがカットされ、無事任務達成を遂げている。
テレビ版第35話では、ソロモンへ大型モビルアーマー (MA) ビグ・ザムを届けた。ただしビグ・ザムはパプアに分解された状態で積載されていた。
『機動戦士ガンダム MS IGLOO -1年戦争秘録-』では第1話より登場。第603技術試験隊にヨルムンガンドを引き渡すも、直後に地球連邦艦隊からの砲撃を受けて撃沈した。
続く第2話では複数隻が地球軌道上に集結し、友軍に支援物資の投下を行った。
第3話では公国軍第42輸送艦隊に所属するパプア級3隻が登場。オデッサ基地から打ち上げられた資源をサイド3へと輸送する任務の最中、オハイオ小隊のボールに捕捉され襲撃を受けるも、ヅダの援護により難を逃れる。
『機動戦士ガンダム MS IGLOO -黙示録0079-』第3話ではビグ・ラングを輸送していたが、巨体ゆえに艦内への収納は出来ず、船体下部に懸下していた。
『機動戦士ガンダム MSイグルー2 重力戦線』第1話では大気圏外から物資を投下し、地上侵攻作戦の立役者となった他、地球上の部隊へも補給を行っている。物資投下コンテナの搭載数は24個。
『機動戦士ガンダム0083 STARDUST MEMORY CDシネマ ルンガ沖砲撃戦』ではデラーズ・フリート所属艦が登場。単艦航行中を発見した強襲揚陸艦アルビオンの艦長エイパー・シナプス大佐が「ジオン共和国所属か確認せよ」と臨検を指示するシーンがある。
同型艦
ドライドフィッシュ
漫画・OVA『機動戦士ガンダム サンダーボルト』に登場。リビング・デッド師団の母艦で、艦種は「空母」とされる。内部にサイコ・ザクの研究・開発施設を有する。

### ヤップ
テレビ版『機動戦士ガンダム』前半冒頭のナレーションとともに1カットのみ登場する艦。OVA『機動戦士ガンダム THE ORIGIN』で名称と詳細な設定画が追加され、大型輸送艦とされた。
連邦軍のコロンブス級のように、両舷にコンテナが設けられている。ルウム戦役に少なくとも1隻が参加しているほか、その後の残敵掃討のためコロニーにガルマ・ザビが座乗するギャロップを輸送している。

### ヨーツンヘイム
『機動戦士ガンダム MS IGLOO』に登場。本来は定期宇宙航路に就航し、連邦政府による経済制裁を受けていたジオン公国を物資輸送の観点から支えていた民間貨客船である。一年戦争の開戦に先立って徴用され、その巨大なペイロードを生かした新兵器試験支援艦として、ジオン公国軍第603技術試験隊の母艦となる。乗組員はそのまま軍属として艦の運用を行っている。兵器の試験だけでなく、補給コンテナを搭載してパプア級補給艦と共に物資投下任務にも携わっている。パプア級の24個に対し、本級は500個という輸送力を持つ。
商船ゆえに非武装であったが徴用時に武装され、のちにHLV用のものを流用したと思われる全長40メートルのブースターを8基増設される。ヅダやオッゴ用のカタパルトなど、運用試験のために必要な設備はその都度増設されている模様。
地球連邦軍のコロンブス級補給艦とほぼ同サイズという設定。カラーリングは暗緑色、5月9日の段階で迷彩を施されていた。
同型艦
下記のほか、漫画『機動戦士ガンダム C.D.A. 若き彗星の肖像』や『機動戦士ガンダム戦記U.C.0081 -水天の涙-』では、艦名不詳の同型艦が一年戦争後に公国軍残党の母艦として運用されている。
ムスペルヘイム
『機動戦士ガンダム MS IGLOO』に登場。第604試験隊所属の試験支援艦として、一年戦争末期エスコートなしでゼーゴックの評価試験中に、地球軌道上で1隻のサラミス級巡洋艦の砲撃を受け、撃沈される。艦長はマルティン・プロホノウと旧知の仲。
メーインヘイム
ゲーム『SDガンダム GGENERATION SPIRITS』に登場。プレイヤーがスタート時に持っている宇宙艦船である。外観はヨーツンヘイムに酷似しているが、ペイロードは同艦の3分の1しかない。
ウドガルド
漫画『機動戦士ガンダム0083 REBELLION』に登場。ブリティッシュ作戦で海兵隊がコロニーに設置する毒ガスを運搬していたため、一年戦争終結後に連邦軍から戦犯に指定され、グラナダに潜伏する。宇宙世紀0083年に元海兵隊隊長のシーマ・ガラハウの要請を受け、地球への落下に臨むコロニー「アイランド・イーズ」内部に進入する連邦軍部隊を迎え撃ち、シーマのMS隊とともにこれらを殲滅する。搭載機はヒルドルブ改1機、ザメル1機、ヅダ3機（そのうち1機はザメル砲を運用）。艦長はナーウェスト中佐。
コリエンテス
漫画『機動戦士Ζガンダム Define』に登場。民間船籍に偽装したエゥーゴの艦で、ティターンズのサラミス改級「レシフェ」が単艦で作戦をおこなっていることを同胞の中継基地に伝える。艇長はノルベルト。

### HLV
OVA『機動戦士ガンダム0083 STARDUST MEMORY』が初出で、『機動戦士ガンダム MS IGLOO -1年戦争秘録-』『機動戦士ガンダム MS IGLOO2 重力戦線』などにも登場。
垂直離着陸式の軍事用SSTOで、"Heavy-lift Launch Vehicle"の略。「大気圏離脱艇」とも呼ばれる。卵型に近い円錐形をしており、衛星軌道上までの移動時、および大気圏離脱時には専用のブースターを装備する。地球降下時には内蔵のスラスターとともに3基のパラシュートも併用する。大気圏離脱時には滑走路が不要であるが、非武装のため衛星軌道上で回収されるまでの間に敵に拿捕もしくは撃墜・破壊される可能性が高く（装甲はボールのキャノン砲1発で撃破される程度）、自軍による援護を必要とする点が短所である。降下後はザクによる解体により拠点として簡易軍事施設に再構築できる設計となっている。
書籍『ガンダムセンチュリー』で設定された"HRSL"（大重量強襲可帰還揚陸艇） を原型とする。ムサイ級軽巡洋艦の独特なエンジンのレイアウトは、これを挟み込むように搭載・運搬することを目的としたものであるとされた。なお、同書の別項「GUNDAM SCIENCE」では"HLV"についても触れられており、「重量物発射機」の略とされている。
劇中での活躍
『MS IGLOO2 重力戦線』などでは、ジオン軍の地球降下作戦の際に使用される。『MS IGLOO -1年戦争秘録-』第3話では、オデッサ作戦の敗退により宇宙へ脱出した本機の大部隊が連邦軍のボール小隊に襲撃され、多数が撃破されている。
アニメ『機動戦士ガンダム THE ORIGIN VI 誕生 赤い彗星』のエンディングの地球降下作戦では、『ガンダムセンチュリー』と同様の形でムサイ級に運搬される。機体上部に同級との接合のための円筒形のユニットを装備、そのまま大気圏に突入し、地表到達時には消失している。
『0083』第4話では、ノイエン・ビッター少将率いるアフリカのジオン残党軍が隠匿していた本機を用いて、デラーズ・フリートのアナベル・ガトーとガンダム試作2号機を宇宙に送り届ける。
ゲーム『ギレンの野望』シリーズでは、地球連邦軍側の勢力でも生産可能となっている。

### HOTOL
『機動戦士ガンダム MS IGLOO』に登場。単段式地球往還機で、名称は "Horizontal Take-off and Landing" の略。HLVより往還にかかるコストに優れ、大気圏内飛行能力も有している。地球の基地から水平飛行で離陸後、大気圏内で超音速まで加速し、そのままブースターなしで衛星軌道まで上昇可能であるが、宇宙空間での航行が可能なほどの航続能力はないため、軌道上で他の艦船に回収してもらう必要がある。大型の機体であるものの、機体容積のほとんどはスラスターとプロペラントが占めているが、コックピット後部の格納庫にMS1機を搭載可能であり、部隊指揮官レベルの人事異動の際に専用MSなどとともに運搬するなど、通常の輸送任務にも重宝する。武装は自衛用のバルカン砲を装備。第3話で、HLVとともにオデッサから衛星軌道上に脱出する。
漫画『機動戦士ガンダム0083 REBELLION』では、コンペイトウで行われる観艦式へのガンダム試作2号機突入の囮としてデラーズ・フリートが運用、警備をおこなうサラミス改へ特攻をかける。

## 宇宙戦闘機、戦闘艇

### ガトル
GATTLE
『機動戦士ガンダム』に登場する宇宙戦闘爆撃機。
固定武装は機関砲とミサイル。コクピットは独立単座式で被弾時に緊急射出が可能となっており、ある程度の自航能力を持つため、サバイバビリティが高い。一週間戦争からア・バオ・クー攻防戦まで幅広く使用された。MSと比べて戦力は小さいが機動性ははるかに大きく、拠点防衛やMS出撃までの敵の足止めなどに使用された。ドロス級空母の艦載機でもある。
機体構成
- 球状の脱出装置を兼ねたコクピットが上下にわずかに段差を設けて左右に並び、箱型の胴体、長円型のエンジンブロックが続く、ノズルは大2小4が配されている。
- 胴体側面から下へ箱型の脚部が伸び、先端には着陸用と見られるスキッドと姿勢制御バーニアが配置されている。
- 胴体からは斜め上方へ翼状のパーツが伸びており、この先端にも姿勢制御バーニアが存在する。

武装
- 胴体左右の脚部（1対）にそれぞれ5連ミサイルポッドを内装しており、その外側に2発の対艦大型ミサイルを装着できる。
- コクピットは各2門の機関砲を備えている。

塗装
ノズルユニットがオレンジ、他は赤系統単色。
デラーズ・フリートでも引き続き運用され、小説版では星の屑作戦に投入されたという描写がある。また、ガトルのエンジンとザクIIを合わせたドラッツェが開発された。ただし、ドラッツェのエンジンとされているのは、「モデルグラフィックス」誌上で『ガンダムセンチネル0079』の一環として発表されたリファインデザイン版のガトルである。
漫画『ゼロの旧ザク』では、一年戦争後に武装を全廃して大型マニピュレーターを装備した「ガトル作業艇仕様」が登場する。
漫画『機動戦士ガンダム サンダーボルト外伝』では、戦時協定によって編成された特別救助隊所属の救助艇「ブレーメン号」として登場。協定を無視して救助艇ばかりを狙うジムキャノンに対してクルーと（ジオン・連邦双方含む）救助された者たちが一丸となって立ち向かった。

### ゴブル
メカニックデザイン企画『MSV-R』に登場する宇宙戦闘攻撃機。
一年戦争前に大気圏外におけるジオン公国軍の主力機だった機体。機体形状はガトルに類似しており、設定上ではガトルがゴブルの設計思想を受け継いでいるものとされている。コックピットはパイロットが前席、フライトオフィサーまたは火器管制担当が後席に搭乗するタンデム複座機で、固定武装であるミサイル発射管のほか、機体各所に備えられた兵装ステーションに各種兵装を選択装備できる。チベ級であれば1個飛行隊、ドロス級であれば6個飛行隊を艦載可能であり、このほかにムサイ級やグワジン級でも運用されている。
開発開始は宇宙世紀0060年代初頭であり、宇宙世紀0070年には正式採用された。生産機数は3,000機以上。一年戦争においては主力の座をMSに譲り渡し、艦隊防衛や駆逐戦のほか、兵装ステーションにMS用武装やマガジンを装着して前線のMSへと運搬する「デリバリー・アタック」にも用いられている。
作中での活躍
『MSV-R 虹霓のシン・マツナガ』では、一年戦争末期にキリング・J・ダニガンやシン・マツナガ大尉ら和平派が潜伏するサイド3近傍の工業プラントをギレン・ザビ親衛隊が襲撃した際に、マーカス・ストークス少尉を隊長として最低7機が出撃するが、ビグ・ルフやリック・ドムにあっけなく撃墜される。ほかに後部にレーダーを搭載した偵察型も登場する。

### ジッコ
JICCO
『機動戦士ガンダム』に登場する突撃艇。
楕円体型の本体の後部左右に箱型のエンジン・ナセルがあり、それに挟まれるように球形の構造物（詳細は後述）が3つ並ぶという、独特な形状をしている。機体サイズは不明だが「小型」とされる。ミサイル・フリゲートに区分されることもある。機首に7連装ミサイル・ランチャー、コックピット下部に機関砲4門を装備し、熱核融合ロケットによる大推力のスラスターでの一撃離脱戦法を得意とする。中型哨戒艇が原型で、一年戦争時には旧式化しており、ルウム戦役に投入された後はグラナダなどに少数が配備されているのみである。しかし同じ突撃艇に分類される連邦軍のパブリクより戦闘力は高いとされる。要塞防衛の他、艦隊攻撃の補助兵力としても投入されている。乗員は2名。
球形の構造物はエンジン・ナセル内側のパイロンによって固定される。この球体が何であるかについては二説ある。一つはプロペラント・タンクであるとする説で、これにより燃料消費の激しい高加速や、長期航行を可能にしているという。もう一つは爆雷、機雷、またはビーム撹乱幕散布用カプセル（選択式）とする説で、ゲーム『ギレンの野望』シリーズでもパブリクと同様にビーム撹乱幕を展開することができる。またOVA『MS IGLOO』で設定された「宙雷戦功章」という勲章には、剣と魚雷が交差したデザインに左向きの本機があしらわれている。なおビーム撹乱幕散布用カプセル装備の場合は航続距離が短いため、戦場までは艦船に曳航されて移動するとされる。
劇中での活躍
第36話では、マ・クベが指揮するソロモン救援艦隊の一部としてグラナダから複数発進し、哨戒任務に当たっている。ソロモンやア・バオア・クーでの戦闘には登場していないが、前者には数合わせ的に多数の機体が参加しているとする資料もある。

### スキウレ
『MS-X』およびアニメ版『機動戦士ガンダムUC』（ビーム砲部分のみ）に登場する宇宙用移動砲台。
スペースビークルにビグロのメガ粒子砲を取り付けたもので、ペズン計画と言われるジオンの新MS生産計画より派生した補助兵器。MSの航続距離の不足や火力の不足を補うためのユニットの一つである。
アニメ版『機動戦士ガンダムUC』では、ガランシェール隊がガルダを強襲する際、重装バックパックを装備したギラ・ズールがビーム砲部分を携行、ガランシェール機上より主砲として運用した。その後の宇宙での最終決戦ではネェル・アーガマへ特攻を試みるバウ・ナッターを撃墜するなどの戦果を挙げる。外伝漫画「『袖付き』の機付長は詩詠う」では、グリプス戦役時にクイント中尉が搭乗したザクIIが運用、三機のネモを一射で撃墜する様子が描かれている。その後、クイント中尉自身の手でガランシェール隊への補給物資として供与される。「滅多にお目にかかれないレアもの」らしく、初めて目にしたシンコ機付長は驚愕している。
ゲーム『機動戦士ガンダム オンライン』では本来のサブフライトシステム的な扱いではなく、プレイヤー用の防衛用の固定砲台として実装されている。

### スクート
『MS-X』に登場するMS移動用のロケットボード。
スキウレ同様にペズン計画で設計された黎明期のサブフライトシステムと言えるもののひとつ。サイズはMSと同程度で、紡錘形の艇体の後部左右にエンジン・ポッドが付いており、上部左右のグリップをMSのマニピュレータで握ることで水中スクーターの要領で曳航される。艇首には砲口のようにも見える孔があるが、武装その他のスペックは不明。
漫画『機動戦士ガンダム アグレッサー』では、狙撃用のザクフリッパーの移動に使用される。ザクフリッパーのパイロットであるタイタス中尉によって「ダークネス」と名付けられており、エンジン・ポッドが排熱を抑えた可動式の特殊なもの（ドラッツェのものと同型）に換装されている。また、上部にヅダの135ミリ対艦ライフルを接合している。機体色はグレー。

### ソドン巡航船
SODON
『機動戦士ガンダム』に登場。
巡航船と名乗るだけあってサイズの割に航続距離は長く、艇体後部に六基の大型推進剤タンクを備え、サイド間や静止軌道 - 低軌道間の物資輸送を行う「スペースタグ」として開発されたが、開戦にあたり徴用され武装を施してパトロールや物資輸送に使役された。武装は艇首と左右舷側に連装機関砲塔各1基、計6門。ワイヤー牽引する形でMS他の物資を曳航輸送する。
第5話に登場し、リード中尉とカミラ少尉の会話により本級の名称が明らかとなる。ルナツーの戦い（テレビ版第4話）でシャア・アズナブルは部下のマチュウとフィックスを失い、彼の手持ちのザクはシャア専用ザクIIだけになってしまった。この状態のシャアに補給を行ったのが本級で、クラウン、コム、ジェイキューの3人と3機のザクを送り届けた。
『機動戦士Gundam GQuuuuuuX』にも登場、強襲揚陸艦ソドンに向かうシャアとマリガンが搭乗する小型艇が、ソドン巡航艇であった。

## その他の宇宙兵器

### 衛星ミサイル
『機動戦士ガンダム』『MS IGLOO -黙示録0079-』に登場。ジオン軍の宇宙要塞の防衛兵器としては、メガ粒子砲や機関砲、対艦ミサイルなど従来型の火器が多く使われていたが、特に費用対効果に優れた急造兵器として新たに多数の衛星ミサイルが作られ、実戦投入された。
この兵器の原理は極めてシンプルなもので、宇宙空間をただよう直径30mほどの岩塊にロケットブースター数基と誘導装置を装着、目標に直撃させその質量と運動エネルギーをもって破壊するというものである。命中すればマゼラン級戦艦すら一発で撃沈したとされる。また、コストが極めて安価なことも魅力であった。
小説版では「岩へジャンク屋から回収したロケットを括り付けただけの物だが、こんな物でもプラスチック製玩具に石を投げつけた位の威力はあった」と記述されており、衛星ミサイルが廃品から成るリサイクル兵器であるのが強調されている。
劇中での活躍
地球連邦軍によるソロモン攻略戦（チェンバロ作戦）の最中、パブリクによってビーム撹乱幕を展開され、要塞据え付けビーム兵器の長距離ビーム射撃を封じられてしまったため、ソロモン要塞司令官ドズル・ザビ中将がソーラ・システムとともに発見した地球連邦軍艦隊に対して発射を命令している。しかし、間髪の差でソーラ・システムが作動、溶解しつつもソーラ・システムに命中して多数のミラーを破壊している。なお、その後もソロモン攻略戦の最中に発射されていた。
ア・バオア・クーでの最終決戦を描いたテレビ版第42話、『MS IGLOO -黙示録0079-』第3話にも登場。宇宙要塞ア・バオア・クーのNフィールドとSフィールド周囲（他のW・Eフィールドにも配置されていることは確認できない）に多数配置され、連邦軍宇宙艦隊の迎撃の際に使用されている。その威力は、一撃でサラミス級を轟沈させるほど強力であった。
雑誌企画『ガンダム・センチネル』では、小惑星ペズンの周囲に整備された防衛機構「悪魔の花園」の一部としてニューディサイズが運用する。ペズン攻略を目指す地球連邦軍α任務部隊に対する迎撃に使用され、サラミス改級巡洋艦2隻を撃沈している。

### オッゴ全力散布フレーム
『機動戦士ガンダム MS IGLOO -黙示録0079-』に登場。オッゴフレームとも呼ばれる。
四角柱状の本体にオッゴを8小隊32機、もしくは10小隊40機を装着し、母艦（登場作品の場合はヨーツンヘイム）から射出。前進しつつ回転しながらオッゴをばら撒くことで、高速に戦線配備することができる。
- 出典:MS IGLOO公式web：MS IGLOO Mechanics：オッゴフレーム

### バロール
漫画『機動戦士ガンダム MS IGLOO 603』に登場。ミノフスキー粒子下における、観測・索敵能力の向上を目的とした観測ポッド「OP-02c」の上位機体として、莫大な開発費をかけ開発された。
観測用センサーは専用に開発された物が搭載されており、既存の観測機器などで限界とされていた観測距離である300kmをはるかに超える510kmの有効観測距離と、既存の観測機器の24倍の解析能力を持っている。
また、従来の観測ポッド「OP-02c」は基本的に定点固定観測に運用される事が多かったが、本機は高速機動運用を前提として設計されているため、高出力の主推進器と4基の補助推進器を装備し、さらに3基の推進器を装備した高機動アームが機体の左右に装備されており、これにより運動性能は既存のMSを遥かに凌駕すると言われている。
有効な運用方法を確立できなかった上に、開発費用がかかりすぎたため量産化は見送られ、試作機のみの製造となっている。
劇中での活躍
サイド4付近の暗礁宙域において試験的に使用され、暗礁宙域内に設置された地球連邦軍の秘匿ビーム砲台を発見し報告。報告を受けた艦隊より発艦したMS隊が砲台を破壊する。そのMS隊が引き上げた後、バロールの母艦ヨーツンヘイムが砲台の防衛にあたっていたサラミス級巡洋艦の追撃を受ける。バロールはヨーツンヘイムの暗礁空域からの離脱を補助する途中で小破、機能停止する。開発者のヴィーゼ教授が命懸けの行動で再起動させ、ヨーツンヘイムを暗礁空域からの離脱に成功させた後、コントロールを失いロストする。その後長い年月を経て、どこかの小惑星に不時着し大破した姿で発見されている。

### ヨルムンガンド
OVA『機動戦士ガンダム MS IGLOO -1年戦争秘録-』に登場。
ミノフスキー粒子の発見に伴う核エネルギーの制御法と、核融合炉の小型化が実用化される以前から、次世代攻撃兵器開発プロジェクトの一環として開発された試作艦隊決戦砲である。アシストインジェクターが設置された砲身からプラズモイドを噴出させる仕組み。艦艇への搭載時には砲身を複数のモジュールに分解し、展開時にはそれを連結させて最後部に砲座部を接続させることで使用可能となる。その威力は当時の一般的な艦砲射撃の10倍以上とされる。
しかし、以下のような問題を抱えており、その後により効率的なメガ粒子砲が実用化されたため、制式採用されていない。
- プラズマが通過する砲身部分の冷却に時間がかかるため連射が不可能である。
- 射出される超高温プラズマが地球圏の磁場の影響を受けやすく、命中精度や射出速度が低下してしまう。
- 核融合炉が「1発撃つ毎にザク3機が作れる」と揶揄されるほどコストがかかる。
- 前線に展開している艦隊からの間接射撃指示がなければ正確な射出ができない。

砲弾となるプラズマを砲身の途中で多段加速するその独特の形状は、第二次世界大戦時にナチスドイツが研究していた実在の兵器「ムカデ砲」がモデルである。
劇中での活躍
第1話に登場。人類初の宇宙艦隊決戦となったルウム戦役において、試験支援艦ヨーツンヘイムが輸送した本砲を第603技術試験隊が運用する。1・2射目は前線から観測データが送られないことに業を煮やしたアレクサンドロ・ヘンメ砲術長が直接照準で発射し、外してしまう。そして、突如現れたジオンのMS隊の活躍により、本砲の活躍の機会は失われる。
その後、中破したマゼラン級戦艦の流れ弾によってヨルムンガンド自体が破損し、ヘンメも重傷を負いながら3射目を放ち、マゼラン級を一撃で轟沈せしめる。だがヨルムンガンド本体は破壊され、ヘンメも戦死する。
漫画『機動戦士ガンダム0083 REBELLION』では、民間徴用船ウドガルドによってジオン本国から持ち出された「ヨルムンガンド改」（外観に変更はない）が、「星の屑」作戦によって地球に落下せんとするコロニー「アイランド・イーズ」のドックに潜伏し、コロニーを迎撃しようとするソーラ・システムIIのコントロール艦を狙撃・破壊し、システムを制御不能にする。なお、OVA『機動戦士ガンダム0083 STARDUST MEMORY』では、ノイエ・ジールの突撃によってコントロール艦が破壊されており、本機は登場しない。
漫画『GUNDAM LEGACY』では、サイド3（ジオン共和国）に1基配備されており、「プラズマビーム砲」という名称で登場する。宇宙世紀0084年に、ジオン残党が搭乗する惑星間航行兵器「シルバー・ランス」迎撃に使用される。

## 航空機

### コミュ
COMMU
『機動戦士ガンダム』に登場する連絡機。
非武装の亜音速機でダブデ級陸戦艇の艦載機。テイルブームに挟まれた形でローターを持つ、ホバーヘリに近い構造を持つ双胴式VTOL機である。劇中ではマ・クベの命を受けたウラガンが本機を使用。ドズルからの最新鋭機ドム3機の補給を待つランバ・ラル隊へ赴き「輸送機は撃墜された」との、虚偽の報告（ドムは途中でかすめ取っていた）を行っている。

### ドーラ
DORA
OVA『機動戦士ガンダム 第08MS小隊』に登場する小型輸送機（局地戦用輸送機）。OVAでの設定では単に「輸送機」とされていたが、小説版で名称が設定された。
ドップとルッグンの中間的な外観で、同様の設計思想を持つ。ルッグンと同じく、推進機は底面にあるスリット状のベクタード・ノズルで、垂直離着陸が可能なVTOL機である。主翼は中間部で上方に折り畳みが可能で、駐機時の省スペース化を図っている。
兵員および物資の運搬を主目的とし、機体中央部にキャビンとカーゴ・ブロックを内蔵、底面に乗員昇降用のタラップ、後部に物資搬入出用のハッチがある。輸送機としては小型であることから、VIP専用機である可能性も指摘されている。上方に張り出したコックピット後部に連装機関砲が1基認められるが、詳細は不明。
第2話でアイナ・サハリンを乗せ、ギニアス・サハリンのいる極東のジオン公国軍秘密基地に到着している。

### ファット・アンクル
『機動戦士ガンダム』に登場する輸送機。「ファットアンクル」と表記されることもあるが、設定画では「ファット・アンクル」。
機体前方にハッチがあり、MS3機を直立させたまま輸送することができる。ガウ同様、飛行中にハッチを開きMSを降下させる空挺作戦も可能である。左右の大型ローターで垂直上昇し、基部のジェット・エンジン2基で前進する。ローターは基部から折り畳むことができるため、大型機でありながら駐機スペースが小さい。武装は連装機関砲3基。
第17話ではランバ・ラル隊にザクIIを補給している。第29話ではゾックとズゴック各1機を搭載し、海上のマッド・アングラー上部に着陸している。

#### ファット・アンクル改
OVA『機動戦士ガンダムUC』に登場するバリエーション機。ジオン残党軍によって機体左側にスライド式ドアが増設されている。トリントン基地攻防戦においてヨンム・カークス駆るザクI・スナイパータイプの飛行砲台として運用された。

#### シルフ
SYLPH
ゲーム『機動戦士ガンダム バトルオペレーション Code Fairy』に登場。ファット・アンクルに似ているが、大型ローターの後部に小型ローターが追加され計4基となっている。また、ハッチは両側面および後部にある。パイロットおよびオペレーターの3名により操縦をおこなう。北米戦線の秘匿部隊「ノイジー・フェアリー」がMSなどの輸送や、移動拠点として運用する。

### ルッグン
『機動戦士ガンダム』他に登場するパトロール機または偵察機。
無尾翼の全翼機で上方に張り出したコックピットを持つ逆T字型の機体に、長大なビームで支えられたレドームが2基付いた独特の形状をしている。推進機は底面にあるスリット状のベクタード・ノズルで、垂直離着陸可能なVTOL機である。またザクII1機を懸下して短距離輸送が可能な程の余剰推力を持つ。
本機のコックピットは2ヵ所にあり、上方に張り出しているのが操縦用、機体内部が哨戒用となっている。これらは連絡通路で繋がっており、シートごと移動が可能である。レドームはビーム基部から上下反転が可能となっており、上部にある時は対空用、下部にある時は対地用レーダーとなる。レーダーはミノフスキー粒子撒布下でもある程度の濃度までは遠距離索敵が可能な超高出力を誇る他、赤外線センサーや聴音センサーによる高い情報収集能力を持つ。ただし、ほとんど乗員の視認に頼っていたと言われるとする資料もある。
武装は両翼端の連装機関砲の他、上方コックピット下部に小型のミサイル・ランチャーが4基装備されているが、劇中では未使用である。他に胴体内に小型爆弾倉があり、爆弾はホワイトベースのエンジンにダメージを与える程の威力をもつ。偵察機でありながら、劇中では宙返りをするほど運動性能が高い。また、コア・ファイターの機銃に対してある程度耐えうる防御力を持っている。ジオン公国軍製航空機の中で最も完成度が高く、安定した性能を発揮したと言われる。索敵・哨戒や追尾なども行うため連邦軍には「付け馬（付き馬）」のコードネームで呼ばれる。
漫画およびOVA『機動戦士ガンダム サンダーボルト』に登場する機体は、底面のベクタード・ノズルがなく、ジェット・エンジン2基、ロケット・エンジン4基が追加されている。このため成層圏付近の高高度での飛行が可能である。
劇中での活躍
『機動戦士ガンダム』第6話から登場し、地球に降りたホワイトベースの監視を行う。第7話では「パトロール艇・ルッグン」と呼称されている。第8話では「ビッグジョン」のコードネームで呼ばれる機体が一時停戦中に避難民の輸送にあたるガンペリーを監視するために随行。避難民の親子に救援物資を投下した際にガンダムを発見して戦闘になり、ビームライフルで撃墜される。搭乗していたバムロとコムは脱出に成功し、生還している。
第11話ではシャア・アズナブルとドレンが搭乗してホワイトベースを襲撃。同艦の搭載MSがガウ攻撃空母迎撃のため不在だったとはいえ、たった1機でホワイトベースに損傷を与えて不時着させている。
第13話では「ホットドッグ」のコードネームで呼ばれる機体がリュウ・ホセイの操縦するコア・ファイターと交戦し、リュウを苛立たせた。そしてコア・ファイターに命中弾を与え、燃料洩れを起こさせて追跡を断念させる。だが本機も被弾しており、最終的には基地に着陸する寸前で墜落する。
第15話では翼をつかんだザクIIをぶら下げた状態で脱走兵ククルス・ドアンの潜伏する孤島まで飛行している。
OVA『機動戦士ガンダム 第08MS小隊』第7話では、雪山に墜落した試作MAアプサラスと操縦者アイナ・サハリンの捜索に出動し、彼女を救助している。
OVA『機動戦士ガンダム サンダーボルト』第5話では、ジオン残党軍の機体がオーストラリア方面でパトロールを行っており、アトラスガンダム他を輸送するミデアの部隊を発見し、友軍に発光信号でスクランブルを要請する。
アニメ『機動戦士ガンダムUC』では、ジオン残党軍カークス隊のヨンム・カークスとロニ・ガーベイが、砂漠に停泊中のガランシェールのもとに赴く際に搭乗する。機体色はサンド・イエロー。
映画『機動戦士ガンダム ククルス・ドアンの島』では2機がサザンクロス隊の高機動型ザク（地上用）を1機ずつぶら下げてアレグランサ島まで飛行。島上空でセイラのコア・ブースター（背部にスレッガーのジムが搭乗）と戦闘状態になり（ザク2機は降下する）、2機ともスレッガーに撃墜されたが、コア・ブースターに命中弾を与えて不時着させた。

### 戦闘ヘリ
OVA『機動戦士ガンダム第08MS小隊』に登場。
テイルローターを持たない二重反転ロータータイプのヘリコプターで、扁平なユニットを上下に2つ重ねた様な特徴的な外観を有する。バルカン砲1門とスタブウイングに8基の有線ミサイルを、機体後部に貨物区画を備える。MSに対して火力が不足しており、劇中、マサド機が陸戦型ガンダムにミサイルを命中させるもシールドに防がれていた。
劇中での活躍
第3話に2機が登場する。マサド操縦機には、前線基地視察に向かうノリス・パッカード大佐が同乗していた。偶然08MS小隊の攻撃に遭遇し、ノリスは基地の陸戦型ザクIIで出撃。マサド機と部下機（操縦者不明）はカレン・ジョシュワ曹長とテリー・サンダースJr.軍曹の陸戦型ガンダムに攻撃をしかける。部下機はカレン機の100mmマシンガンで、マサド機はサンダース機のロケットランチャーで撃墜された。

## 潜水艦、水上・水中兵器

### エーギル
漫画『機動戦士ガンダム MS IGLOO 603』に登場する水中用ビーム兵器。
水中でのビーム発射は、水の分子にビームの粒子がぶつかり進行を阻害され効果的な力が得られないことと、その際の摩擦熱により水蒸気爆発が発生する危険性があることから、実用化は困難とされていた。これら問題点を、超小型のパイロットブレッドを先行射出し水中に気泡の射路を発生させ、その射路をトレースする形で電磁気的に亜音速まで減速させたビームを発射するという方法により解消した。有効射程距離は2000mに及ぶ。
機体自身に独自の推進システムは搭載されているが、その運用にはMSを必要としている。しかし試作段階のため、機体は運用するMSを遥かに凌駕する大型のものとなっており、また、この機体に電力を供給するために必要なサブシステムもMSに匹敵する大きさとなっている。
「水中でビームを発射する」というプラン自体は魅力的であったが、機体自身の運動性は劣悪で、攻撃に対する防御は皆無であり、運用するMSにも多大な危険が伴うため、開発計画は途中で中止される。なお、RX-78 ガンダムは、テレビ版第28話の水中戦闘でビーム・ライフルを発射。ゴッグを撃破し、MAグラブロの片腕を融解させている。
劇中での活躍
「南海に竜は潜む」に登場。偽装貨物船「フォルケッシャー号」において、MS-06M ザク・マリンタイプを用いて海洋実験に使用された。南太平洋で行われた一度目の試射では、防水処理が不完全なためトラブルが発生し小破。宇宙世紀0079年8月22日、問題点を解消した2度目の射出実験中に連邦軍と遭遇し、水中用ボール「フィッシュアイ」の攻撃を受ける。排熱システムに損傷を受けた状態でビーム射出を強行、敵潜水艦を撃破するものの、機体が爆発し、運用していたMSもろとも海の藻屑と消える。

### シーランス
SEALANTH
『機動戦士ガンダム』に登場する高速艇。
マッド・アングラーに搭載されているホバークラフト式の小型艇。水上戦闘艇とも言われ、事実、船底に魚雷発射管らしき連装発射口もあるが、劇中ではシャアの「水上バイク」として運用されているのが確認されただけである。
近藤和久の漫画『機動戦士ガンダム バニシングマシン』では、シーランスを20mmマシンガン2基と簡易型魚雷発射管2基（MK5魚雷を装填）で武装した魚雷艇型「シーランス PT」を擬装補給艦とセットで運用し、連邦軍艦艇を襲撃する南洋の前線部隊が描かれている。ただし、この作品での描写は公式設定ではない。

### プローバー
PROBER
『機動戦士ガンダム』に登場する情報収集潜水艦。「プローバー級」とクラス名になったのは『モビルスーツバリエーション』の文字設定から。
長時間の潜行が可能で、各種センサーや高度な通信機器を持ち、静粛性やステルス性に優れている。前後にセンサーブロックらしきロトドーム状の円盤型艦体を持ち、セイル（司令塔）を有した中央艦体によって接続されている。機関部は中央艦体から左右へ突き出した形で装備される外装式である。光学式の潜望鏡はなく、光ファイバーケーブルによって繋がれたカメラブイを出して様子を探る方式を採用している。武装に関する詳細設定はないが、艦体上部にVLSらしきハッチ×2と側面に三連装魚雷発射管×2と思しき物が描かれている。
後付け設定では、他のジオン軍潜水艦同様、接収した連邦艦改造とも言われるが定かではない。
劇中ではベルファスト港外に潜み、ホワイトベースを監視するスパイ107号（ミハル・ラトキエ）からの情報を本隊へ送り続けている。
漫画『機動戦士ガンダム サンダーボルト』では外観にアレンジがほどこされ、高速潜水艇として登場する。一年戦争後、連邦軍の臨検を受けた水上都市リグからサイコ・ザクのパイロット適合者の傷痍軍人らを乗せ、その一人で同級のパイロットであったビビ・ベンソンが操縦し、アトラスガンダムをはじめとする連邦軍の追撃から逃れ脱出することに成功する。

### マッド・アングラー
MAD-ANGLER
『機動戦士ガンダム』に登場する巨大潜水母艦。「マッドアングラー」と表記されることもあるが、設定画では「マッド・アングラー」。「マッド・アングラー級」とクラス名になったのは『モビルスーツバリエーション』の文字設定から。劇中ではマッド・アングラー隊の旗艦として活躍した。
その名の通り、アンコウを模した外観をしていて、眼にあたる部分に戦闘指揮所がある。アスロック、サブロックなどの武装を備え、水陸両用型のMS、およびMAを多数搭載することが可能になっている。映像からは、格納庫に水中用MAグラブロと水陸両用重MSズゴック5機を搭載しているのが確認できる。ちなみに、「潜水母艦」とは本来、潜水艦そのものに補給をおこなったり潜水艦乗組員の休息施設として機能する水上艦艇のことであるが、本艦は機動兵器の母艦となる大型潜水艦である。
ジオン公国はもともとスペースコロニーを本拠地とする宇宙に所在する国家であるため、その軍隊であるジオン軍には大型船舶の建造ノウハウは皆無に近い。そのため、本艦やユーコン級潜水艦は、「地球連邦軍の潜水艦を捕獲・改装の上、使用したもの」という設定が後年付け加えられた。ゲーム『ジオニックフロント 機動戦士ガンダム0079』では、上記設定を反映しジオン特殊部隊「闇夜のフェンリル」隊がキャリフォルニアベースに潜入し、連邦軍潜水艦を鹵獲するミッションがある。
劇中での活躍
左遷されたシャア・アズナブルがキシリア・ザビ少将の配下となり、前線任務に復帰して指揮することとなった際の最初の艦である。大西洋上に配備され、ヨーロッパから南米の地球連邦軍本部へ向かうホワイトベースを追撃、MAグラブロなどの搭載機で攻撃を仕掛けた。
OVA『機動戦士ガンダム 第08MS小隊』「特別編 ラスト・リゾート」では、一年戦争後、東南アジア方面で連邦軍に降伏した本艦の姿が画面に映る。
関連作品では同型艦が登場する場合もあり、メカニックデザイン企画『F.M.S.』には「ズアイ」が、漫画『アウターガンダム』には「ヴォークト」が登場している。ただし、これらの作品は公式設定ではない。

#### サンド・アングラー
漫画『A.O.Z Re-Boot ガンダム・インレ-くろうさぎのみた夢-』に登場する潜地空母。
マッド・アングラー級の設計を基に火星プラントで開発・建造されたもので、火星のジオン軍残党組織「火星独立ジオン軍」（ジオンマーズ）の主力艦および活動拠点として用いられている。両舷に備えられた「ミノフストームユニット」を用いて砂嵐を起こし、地中へと潜航することが可能なほか、潜水艦としての能力も残されている。また、胴体中央部に伸縮可能な部位があり、これを用いてMSの搭載数（基本的には約20機）に合わせて格納庫の規模を調節できる。
同型艦は「フォートアラモ」「リオグランデ」「フォートアパッチ」の3隻。宇宙世紀0091年にティターンズ残党と合同で行われた「輝ける星」作戦では、フォートアラモとリオグランデは陽動作戦であるジオン残党組織「レジオン」の工業プラント攻撃に参加し、残るフォートアパッチは真の目標であるレジオンの氷河地下秘密基地を目指している。

### MS揚陸用ホバークラフト
OVA『機動戦士ガンダム0083 STARDUST MEMORY』に登場。ユーコン級に搭載されている。機種に2連装機銃を搭載しており飛行能力や水中航行能力の無いMSの水上輸送に用いられる。

## 陸上兵器

### キュイ
『機動戦士ガンダム』に登場する揚兵戦車。
パーソナルジェットを装備した歩兵たちは車体から左右に長く張り出したキャットウォークに立ったまま搭乗、シートはおろかハーネスや手すりさえなく、正面の防弾板に手でしがみついて移動する。武装は中央指揮塔の機関砲のみであり、直接的な戦力にはならないとされる。中央部1つと左右両端部2つの、計3つの履帯で走行する。
漫画『MSV-R 虹霓のシン・マツナガ』などでは、道路での移動時にはキャットウォークを後方に折り畳み、左右合わせてコンテナ状にして運用（両端部の履帯は進行方向を向く）、作戦時にキャットウォークを左右に展開している。
劇中での活躍
テレビ版第20話、および劇場版『哀・戦士編』に登場。MSを次々に失ったうえ、マ・クベの妨害で補給の目途も立たないランバ・ラル隊が、対ホワイトベース戦で2輌に分乗して運用する。ラルは中央指揮塔に乗りホワイトベースに肉薄、パーソナルジェットで離床して艦体にとりつき、白兵戦を仕掛ける。
漫画『虹霓のシン・マツナガ』では、宇宙世紀0079年1月末にサイド3のジオン公国軍基地を占拠したダイクン派反乱分子の鎮圧の際にラル隊が運用する。また月のマス・ドライバー基地占拠の際に地球方面軍によってマゼラ・アタックとともに月面でも運用されている。
漫画『機動戦士ガンダム ヴァルプルギスEVE』では、第一次ネオ・ジオン抗争終結直後の0089年のグラナダで、ネオ・ジオン残党の強硬派が穏健派のセラーナ・カーンを襲撃する際に運用する。『虹霓のシン・マツナガ』版同様、折り畳み式になっている。

#### 宇宙用キュイ
OVA『機動戦士ガンダム第08MS小隊』の映像特典「宇宙世紀余話」に登場。
無限軌道の代わりにロケット・エンジンを搭載しており、ランバ・ラル隊が宇宙での破壊工作の移動手段として運用する。

### ザクタンカー
『機動戦士ガンダムΖΖ』30話、31話に登場する砂漠用輸送車。
砂漠地帯でのMSの運用のために開発された陸戦艇で、ザクの頭部に似ているキャタピラ駆動のキャビンとMSを2機以上搭載できる浮遊式のキャリア部で構成される（設定上は2機だが劇中では3機を搭載している）。そのキャビン形状からザク・タンカーの名で呼ばれた。キャビン後部左右には武器を搭載できるスペースが存在し、戦車サイズのビーム砲や9連装ミサイルランチャー、連装砲など様々な武装が搭載できる。
アフリカを中心に配備され、一年戦争後もジオン残党組織やアフリカ解放戦線などに多数の車両が運用されている。

### サムソン
『機動戦士ガンダム』に登場する大型輸送車（トレーラー）。
トップ部に連装機関砲塔×2を備えたMS輸送用トレーラーである。一年戦争において、地球上におけるザクタイプMSの戦略機動性を担保すべくジオン公国軍によって開発された運搬車両である。トラクター部のエンジンはガスタービン。MSザク、またはグフ1機を積載したトレーラー部を牽引する。また、カーゴ同様、トレーラーにマゼラアタックの砲塔を載せて武装ガントラック化した例もある。塗装は紫。
トラクターの運転席モジュールは、ホバークラフト・サムソントップとして分離し単独行動ができる。ただし、分離後のトレーラーには補助運転席もなく、分離行動中にトップ部が撃破されると、輸送車両としての機能を失ってしまうのが欠点である。
漫画『Developers』では、宇宙世紀0073年にサイド3の工業区にある民間企業「ホシオカ」で、サムソンに似ているが分離機構を持たない大型トレーラーが運用されている。「サムソン」と呼ばれ、前面に"SAMSON"のロゴがある。MS-04やその他の荷物を積載する。
小説『機動戦士ガンダム MSV-R ザ・トラブルメーカーズ』第1巻では、一年戦争終結後、利便性の良さから連邦軍は接収した車輌だけでなく、生産ラインも稼働させて量産もおこなっているとされる。

#### サムソントップ
サムソンのヘッドの車台部分と分離した運転席部分。ホバークラフトによる浮上走行が可能であり、歩行でなければ通過できないような不整地でも高速で移動することができる。本来は脱出用だが、武装していることや通信設備、広いキャビンを持つことから兵員輸送車として前線に出ることもあった。武装はキャビンの屋根上左右に連装機関砲塔が一基ずつである。第21話では、クラウレ・ハモン率いるランバ・ラル隊最後の攻撃時に2機が投入された。1機はコア・ファイターの機銃で、もう1機はガンダムに撃破された。
なお設定画には「サムソン トラクター部」としか書かれていないが、TV放映終了後の早い段階で「サムソントップ」の名称が付けられた。

### 装甲車
OVA『機動戦士ガンダム第08MS小隊』に登場する6輪式の水陸両用。OVA『MS IGLOO 2 重力戦線』に登場した際には「ウィーゼ」という通称で呼ばれている。MS中心の作戦行動に追従できる走破性を有している。車体中央のターレットに単装の機関銃ほか車体後部には兵員乗降用のハッチが設けられており、斥候や偵察、兵員輸送に用いられた。

### ダブデ
『機動戦士ガンダム』他に登場する大型陸戦艇。
陸戦用であるが、ジオン公国軍、地球連邦軍の双方で「艦艇」とされ、「陸上戦艦」とも形容される。地球連邦軍のビッグ・トレー同様、前線の移動司令基地として開発されている。設計段階からミノフスキー粒子散布下における有視界戦闘を考慮しており、ブリッジが上部前方に張り出している。2基の巨大なキャタピラ（OVA『MS IGLOO2 重力戦線』に登場する艦は小型化され6基）によって移動するが、高性能エンジンを搭載しており、高速移動が可能とされる。塗装は暗緑色。
主砲である2連装大型砲2基は実体弾式とする説と、メガ粒子砲であるとする説がある。艦橋両舷には2連装機関砲2基（『MS IGLOO2』版は小型化され6基）も装備されている。主砲発射時には4基の安定ダンパー（『MS IGLOO2』版は打ち込み式のアウトリガー）で車体を固定するが、『MS IGLOO2』では、陸戦強襲型ガンタンクを迎撃するために移動しながら主砲を水平発射している。オデッサ作戦時のマ・クベ司令座乗艦は後部格納庫に巡航ミサイルの発射台を装備しており、水素爆弾を弾頭とする「水爆ミサイル」を発射している。またVLSを装備しているとする資料もある。
艦橋後部には飛行甲板があり、コミュやドラゴン・フライ等のV/STOL連絡機や、回転翼機の離着艦が可能である。後部格納庫には物資の搭載が可能とされる。「MS IGLOO2 第3話」では後部甲板にザク2機を搭載し、陸戦強襲型ガンタンク迎撃のために発進させている。
本艦は公国軍の地球侵攻作戦による東ヨーロッパ以東の占領後、ロシアの兵器開発局が製造中であったコマンドポスト（詳細は不明）のシャーシ等を流用して開発されているとする資料もある。大型の主砲もロシア人技術者の協力によるものであるという。
劇中での活躍
『機動戦士ガンダム』第25話では、連邦軍のオデッサ作戦の防衛に数隻が参加している（5隻程度とも言われる）。
漫画『機動戦士ガンダム THE ORIGIN』では、本編中一度もなかったダブデの主砲発射シーンが描かれている。
OVA『MS IGLOO2 重力戦線』第3話では、2隻が登場。オデッサ作戦において、主砲の大火力を存分に発揮し、進撃する連邦軍を苦戦させている。
ゲーム『機動戦士ガンダム外伝 THE BLUE DESTINY』では北米ミサイル基地のコントロール・センターとして登場。キャルフォルニア・ベース攻略戦の最中、ジム・ブルーディスティニー1号機によって殲滅されている。
漫画『U.C. HARD GRAPH 鉄の駻馬』では、連邦軍のヘビィ・フォーク級を迎え撃つ独立第6戦闘団の旗艦として登場。しかし連邦軍ブラックハウンド隊のホバートラックによる地雷設置で足止めされ、ヘビィ・フォーク級の砲撃を受け撃沈されている。
同型艦
ベムブル
漫画『機動戦士ガンダムF90 ファステストフォーミュラ』に登場。
オールズモビル軍地上部隊の母艦で、指揮官のガドス・マグア大佐が座乗し、宇宙世紀0122年に連邦軍地上部隊と交戦するが、ガンダムF90Hタイプ1機の攻撃により轟沈。

#### ビグ・ダブデ
ゲームブック『機動戦士ガンダム 灼熱の追撃』に登場する陸上巨大戦艦。
ダブデをアフリカ大陸向けに大型化したもので、武装も強化されていると言われるが詳細は不明。格納庫にMSの搭載が可能。エチオピア高原で大破した状態で登場する。

### マゼラ・アイン
OVA『機動戦士ガンダムMS IGLOO2 重力戦線』に登場する空挺戦車。
乗員は4名とされる。コロニーでの運用を目的に開発された。地球降下作戦においても、強襲用戦力として大量に投入された。名前に「マゼラ」を冠するが、マゼラアタックとは全く別の車種である。
第1話冒頭において、キシリア演説中のシーンで画面を横切る。第3話では、陸戦強襲型ガンタンクの前線突破に伴い、144高地防衛隊として後退中のマゼラ・アインが一瞬登場する。